# Vila Nova da Muía
Vila Nova da Muía is een plaats (freguesia) in de Portugese gemeente Ponte da Barca en telt 1034 inwoners (2001).

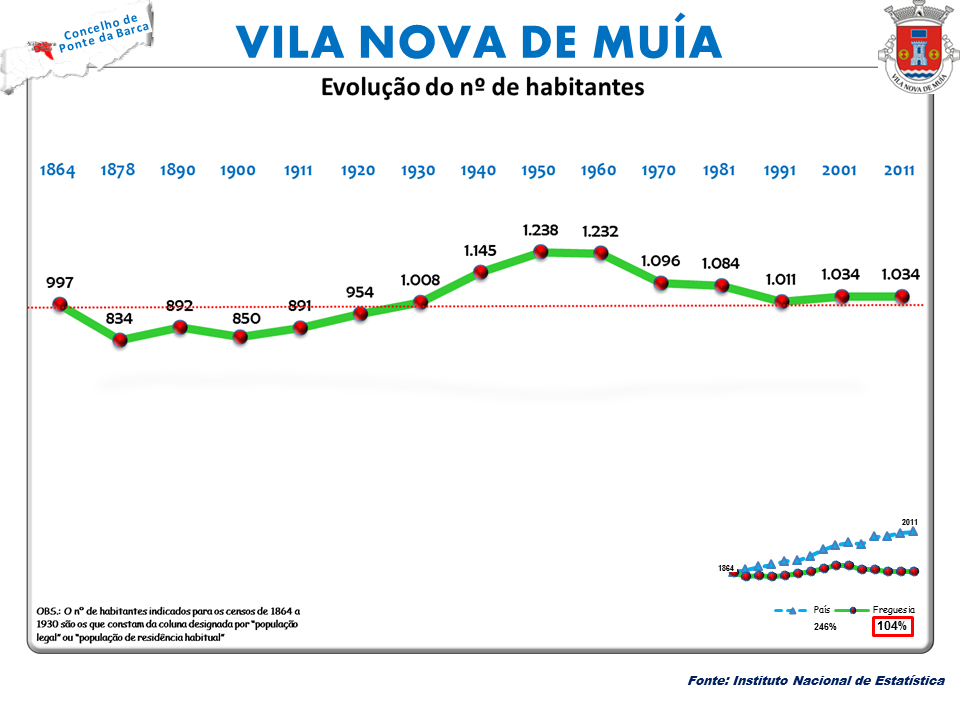
Bevolkingsontwikkeling tussen 1864 en 2011